# 邻苯二甲酸二癸酯
邻苯二甲酸二癸酯是一种有机化合物，化学式为C28H46O4。它可由邻苯二甲酸酐和1-癸醇在催化下反应制得。

## 性质
邻苯二甲酸二癸酯的挥发性仅为邻苯二甲酸二辛酯的1/4，可作为乙烯基树脂的增塑剂。
它的临界温度为870±10 K，临界压力为0.94±0.03 MPa。